# 海藻糖
海藻糖（Trehalose）是自然界的动植物和微生物中广泛存在的一种双糖，它是由2个葡萄糖通过 α,α-1,1-糖苷键所形成的非还原糖，按其化学结构可写成 α-D-吡喃葡萄糖基-(1→1)-α-D-吡喃葡萄糖苷。此外还有α,β-型的新海藻糖和β,β-型的异海藻糖两种异构体，但在自然界中很少见。生物合成海藻糖是为了储存能量和吸收水分，用来对抗冰冻和缺水。
从稀乙醇中析出的海藻糖二水物为无色或白色斜方晶系双榍状结晶，有甜味。用作食品添加剂（保水）和甜味剂，甜度相当于蔗糖的45％。由于不属于还原性糖，因此与氨基酸和蛋白质共热时不会发生美拉德反应褐变。

## 醣基海藻糖
醣基海藻糖(Glycosyl trehalose)為醣基化的海藻糖。

## 合成
1994年，日本林原（HAYASHIBARA）株式會社，發明能使用澱粉作為海藻糖生產的技術，至今最少三種生物途徑支持海藻糖生物合成，從而使用玉米澱粉工業化產出低成本海藻糖。除甜味較低，升糖指數並不會比蔗糖低。